# Primera Liga de Croacia 2020-21
La temporada 2020-21 fue la trigésima edición de la Primera Liga de Croacia, desde su establecimiento en 1992. El torneo se inició el 14 de agosto de 2020 y finalizó el 22 de mayo de 2021. El campeón del torneo fue el Dinamo Zagreb, que conseguía su vigésimo segundo campeonato.

## Ascensos y descensos
Un total de diez equipos disputaron el campeonato, el NK Inter Zaprešić descendió la temporada anterior, siendo reemplazado para este torneo por el campeón de la Segunda Liga, el HNK Šibenik.
| Pos. | Descendidos de la Primera Liga de Croacia 2019-20 |
| ---- | ------------------------------------------------- |
| 10.º | NK Inter Zaprešić                                 |

| Pos. | Ascendidos de la Segunda Liga de Croacia 2019-20 |
| ---- | ------------------------------------------------ |
| 1.º  | HNK Šibenik                                      |

## Participantes
| Club          | Ciudad        | Estadio                  |
| ------------- | ------------- | ------------------------ |
| Dinamo Zagreb | Zagreb        | Stadion Maksimir         |
| Hajduk Split  | Split         | Stadion Poljud           |
| HNK Šibenik   | Šibenik       | Stadion Šubićevac        |
| Istra 1961    | Pula          | Stadion Aldo Drosina     |
| NK Lokomotiva | Zagreb        | Stadion Kranjčevićeva    |
| HNK Gorica    | Velika Gorica | Stadion Radnik           |
| NK Osijek     | Osijek        | Stadion Gradski vrt      |
| HNK Rijeka    | Rijeka        | Stadion Rujevica         |
| NK Varaždin   | Varaždin      | Stadion Anđelko Herjavec |
| Slaven Belupo | Koprivnica    | Stadion Ivan Kušek Apaš  |

### Equipación
| Club              | Técnico              | Capitán             | Equipación |
| ----------------- | -------------------- | ------------------- | ---------- |
| Dinamo Zagreb     | Damir Krznar         | Arijan Ademi        | Adidas     |
| HNK Gorica        | Siniša Oreščanin     | Aleksandar Jovičić  | FCG        |
| HNK Hajduk Split  | Paolo Tramezzani     | Lovre Kalinić       | Macron     |
| Istra 1961        | Danijel Jumić        | Slavko Blagojević   | Kelme      |
| Lokomotiva Zagreb | Samir Toplak         | Josip Pivarić       | Adidas     |
| NK Osijek         | Nenad Bjelica        | Mile Škorić         | 2Rule      |
| HNK Rijeka        | Goran Tomić          | Franko Andrijašević | Joma       |
| Slaven Belupo     | Tomislav Stipić      | Goran Paracki       | Adidas     |
| HNK Šibenik       | Sergio Escobar Cabus | Marko Bulat         | Jako       |
| NK Varaždin       | Zoran Kastel         | Marko Stolnik       | Legea      |

## Tabla de posiciones
Actualización al 22 de mayo de 2021 
| Pos. | Equipo            | Pts. | PJ | G  | E  | P  | GF | GC | Dif. | Clasificación o descenso                                                     |
| ---- | ----------------- | ---- | -- | -- | -- | -- | -- | -- | ---- | ---------------------------------------------------------------------------- |
| 1    | Dinamo Zagreb (C) | 85   | 36 | 26 | 7  | 3  | 84 | 28 | +56  | Primera fase clasificatoria de Liga de Campeones de la UEFA 2021-22          |
| 2    | NK Osijek         | 77   | 36 | 23 | 8  | 5  | 59 | 25 | +34  | Segunda fase clasificatoria de Liga de Conferencia Europa de la UEFA 2021-22 |
| 3    | HNK Rijeka        | 61   | 36 | 18 | 7  | 11 | 51 | 46 | +5   | Segunda fase clasificatoria de Liga de Conferencia Europa de la UEFA 2021-22 |
| 4    | Hajduk Split      | 60   | 36 | 18 | 6  | 12 | 47 | 37 | +10  | Segunda fase clasificatoria de Liga de Conferencia Europa de la UEFA 2021-22 |
| 5    | HNK Gorica        | 59   | 36 | 17 | 8  | 11 | 60 | 47 | +13  |                                                                              |
| 6    | Slaven Belupo     | 34   | 36 | 7  | 13 | 16 | 36 | 53 | −17  |                                                                              |
| 7    | HNK Šibenik       | 33   | 36 | 8  | 9  | 19 | 32 | 47 | −15  |                                                                              |
| 8    | Istra 1961 Pula   | 30   | 36 | 7  | 9  | 20 | 27 | 52 | −25  |                                                                              |
| 9    | Lokomotiva Zagreb | 30   | 36 | 7  | 9  | 20 | 29 | 60 | −31  |                                                                              |
| 10   | NK Varaždin       | 28   | 36 | 6  | 10 | 20 | 30 | 61 | −31  | Descendido a la Segunda Liga de Croacia                                      |

 Fuente: PrvaHNL.hr
Criterios de clasificación: 1) Puntos; 2) puntos entre sí; 3) diferencia de goles; 4) Goles marcados.
 PJ = Partidos jugados; G = Partidos ganados; E = Partidos empatados; P = Partidos perdidos;
GF = Goles a favor; GC = Goles en contra; DG = Diferencia de gol; PTS = Puntos

## Resultados
Cada equipo juega partidos ida y vuelta contra todos los demás equipos de la liga dos veces, para un total de 36 partidos jugados cada uno.

### Primera ronda
| Local \ Visitante | DIN | GOR | HAJ | IST | LOK | OSI | RIJ | SLA | SIB | VAR |
| ----------------- | --- | --- | --- | --- | --- | --- | --- | --- | --- | --- |
| Dinamo Zagreb     | —   | 3–2 | 3–1 | 5–0 | 6–0 | 4–1 | 0–2 | 3–3 | 1–2 | 4–0 |
| Gorica            | 3–4 | —   | 2–1 | 2–2 | 1–1 | 4–1 | 0–0 | 0–1 | 3–2 | 1–0 |
| Hajduk Split      | 1–2 | 2–4 | —   | 2–0 | 0–1 | 1–1 | 1–2 | 2–2 | 0–1 | 2–0 |
| Istra 1961        | 0–1 | 1–1 | 1–0 | —   | 3–1 | 1–4 | 1–2 | 2–1 | 1–0 | 0–1 |
| Lokomotiva        | 1–1 | 1–2 | 1–2 | 0–0 | —   | 0–3 | 1–0 | 2–1 | 0–4 | 2–2 |
| Osijek            | 2–0 | 2–1 | 1–2 | 1–0 | 2–1 | —   | 3–0 | 0–0 | 1–0 | 1–0 |
| Rijeka            | 2–2 | 0–2 | 0–1 | 2–1 | 1–0 | 1–1 | —   | 2–0 | 2–1 | 2–1 |
| Slaven Belupo     | 1–5 | 1–2 | 0–2 | 5–1 | 0–0 | 0–1 | 1–3 | —   | 0–0 | 2–0 |
| Šibenik           | 0–2 | 1–3 | 0–1 | 1–0 | 3–2 | 0–2 | 2–0 | 0–3 | —   | 0–1 |
| Varaždin          | 1–2 | 1–5 | 4–2 | 1–1 | 1–1 | 0–1 | 2–1 | 1–2 | 1–3 | —   |

### Segunda ronda
| Local \ Visitante | DIN | GOR | HAJ | IST | LOK | OSI | RIJ | SLA | SIB | VAR |
| ----------------- | --- | --- | --- | --- | --- | --- | --- | --- | --- | --- |
| Dinamo Zagreb     | —   | 1–0 | 2–0 | 1–0 | 2–0 | 1–0 | 2–0 | 3–0 | 1–0 | 2–2 |
| Gorica            | 0–3 | —   | 1–1 | 2–1 | 4–2 | 1–0 | 3–4 | 0–1 | 1–0 | 0–0 |
| Hajduk Split      | 1–1 | 4–0 | —   | 1–0 | 2–0 | 0–1 | 3–2 | 2–2 | 1–0 | 2–0 |
| Istra 1961        | 0–1 | 0–2 | 0–1 | —   | 1–1 | 0–2 | 1–2 | 1–0 | 3–2 | 0–1 |
| Lokomotiva        | 0–2 | 0–3 | 0–2 | 0–1 | —   | 0–2 | 2–3 | 3–1 | 1–0 | 4–0 |
| Osijek            | 1–1 | 1–1 | 2–0 | 2–1 | 2–0 | —   | 2–0 | 3–0 | 3–0 | 1–1 |
| Rijeka            | 1–5 | 2–1 | 0–1 | 1–1 | 3–0 | 0–0 | —   | 1–1 | 2–2 | 2–0 |
| Slaven Belupo     | 0–2 | 0–1 | 1–1 | 1–1 | 0–0 | 2–2 | 0–2 | —   | 2–2 | 1–0 |
| Šibenik           | 1–1 | 1–1 | 0–2 | 1–0 | 0–0 | 0–4 | 0–1 | 2–0 | —   | 0–0 |
| Varaždin          | 0–5 | 2–1 | 0–1 | 1–1 | 0–1 | 2–3 | 2–3 | 1–1 | 1–1 | —   |

## Goleadores
- Actualización final 22 de mayo de 2021
| Rank | Jugador             | Club             | Goles |
| ---- | ------------------- | ---------------- | ----- |
| 1    | Ramón Miérez        | NK Osijek        | 22    |
| 2    | Mario Gavranović    | Dinamo Zagreb    | 17    |
| 3    | Mislav Oršić        | Dinamo Zagreb    | 16    |
| 4    | Kristijan Lovrić    | HNK Gorica       | 15    |
| 5    | Franko Andrijašević | HNK Rijeka       | 13    |
| 6    | Deni Jurić          | HNK Šibenik      | 11    |
| 7    | Mijo Caktaš         | Hajduk Split     | 9     |
| 7    | Ognjen Mudrinski    | HNK Gorica       | 9     |
| 7    | Bruno Petković      | Dinamo Zagreb    | 9     |
| 10   | Ivan Krstanović     | NK Slaven Belupo | 8     |
| 10   | Robert Murić        | HNK Rijeka       | 8     |